# Strongylurus spinosus
Strongylurus spinosus är en skalbaggsart som beskrevs av Fauvel 1906. Strongylurus spinosus ingår i släktet Strongylurus och familjen långhorningar. Inga underarter finns listade i Catalogue of Life.